# Piper lineativillosum
Piper lineativillosum är en pepparväxtart som beskrevs av Trel. & Yunck.. Piper lineativillosum ingår i släktet Piper och familjen pepparväxter. Inga underarter finns listade i Catalogue of Life.